# TKda黒ぶち
TKda黒ぶち（ティーケー・ダ・くろぶち、1988年3月29日 - ）は、日本のヒップホップMC、ラッパー。埼玉県春日部市在住。Timeless Edition Rec.代表。フリースタイルダンジョン3代目モンスター。

## 略歴
2005年からMCとしての活動を始め、フリースタイルバトルを中心に2010年から本格的な活動を開始。
2010年9月、戦慄 MC BATTLE VOL.15 （優勝）を皮切りに数々のMCバトルに出場し、上位入賞を獲得。
2012年6月、戦極 MC BATTLE 第3章 優勝。この年、他の大会でも優勝を重ね、バトルMCとしての名を不動のものとする。
2015年12月、1stアルバム『LIFE IS ONE TIME, TODAY IS A GOOD DAY』をリリース。
2016年1月、テレビ朝日系列のテレビ番組『フリースタイルダンジョン』にチャレンジャーとして出場。第3戦まで勝ち進んだ。2018年に2ndアルバム「Live in a dream!!」をリリース。2019年には自身初のEP「Good Morning EP」リリース。
2020年には、客演にZeebra、ELIONE、CHICO CARLITO、崇勲、ZERO、プロデューサーにはDJ JIN、ELIONE、MURO、DJ WATARAI、ATSUKI、J-TARO、DJ Mitsu the Beatsを迎えた3rdアルバム「Don't Let the Dream Die」をリリース。
2021年2月10日、恋汐りんご（バンドじゃないもん!MAXX_NAKAYOSHI）とのコラボ楽曲「The One and Only」を配信リリース。
2022年7月27日、音楽プロデューサーHRSMとの共同制作による、HRSM&TKda黒ぶち名義のEP「The 1st Encounter」を配信リリース。
2022年8月19日、千葉・幕張メッセで開催された「MICMANIA MC BATTLE in SONICMANIA2022」に出演。

## 名前の由来
- 元々TK名義で活動をしていたが、同名のラッパーが関西にもいることがわかり、当時愛用していた黒ぶちメガネから、「TK da 黒ぶち」にした。[9]
- インタビューでは自身のスタイルについて「―当時、黒ぶちメガネをかけてる人がラップしてたらビックリされたんですよ。本当に怖そうな人しか出てない中で、『え？なんであんな（普通っぽい）ヤツがステージに上がってるの？』みたいな感じで。だから、ハードコア的な人に対するアンチテーゼみたいな感じでしたね。」とも語っている。

## 人物
- 地元である春日部市に住みながら活動を続けていることから、2019年には埼玉県を題材にした映画「翔んで埼玉」にも出演するなど、埼玉県出身のアーティストとしての認知が広がっている[10][11][12]。
- HIP HOPとの出会いは中学生当時、偶然流れていたRIP SLYMEの「雑念エンタテイメント」がきっかけ。その後、友人からBUDDHA BRANDの『人間発電所』とLAMP EYEの『証言』を紹介されたことで本格的にヒップホップに傾倒していった。
- 日本最大級のHIP HOPイベント『B BOY PARK』の影響もあり、高校生の頃からライブとフリースタイルを並行して行うようになる。
- 思い立つと、フラッと海外に旅行に行くことがある。
- 散歩が好きで、イベントの出番の間などひたすら街を徘徊することがある。
- ABEMA『NEWS RAP JAPAN』ではラポーター（ラップでニュースを読み上げるレポーター）として準レギュラー出演。熱を帯びると独特の世界観を繰り広げる姿は、司会役の先輩ラッパー、ダースレイダーをして「狂気の沙汰」と言わしめるほど。
- 同じ地元出身のラッパー「崇勲」とは仲が良く、現在もZeebra主催のラジオ局WREP内の「TIMELESSチャンネル」で共演している[13]。現在は1人でパーソナリティを務める
- 時代によって体重の増減が激しい。（現在は痩せている）

## フリースタイルバトル
早口ながら聞き取りやすいラップを巧みに操るスタイルが特徴。韻は比較的文末で踏む脚韻が多いが、相手に対するアンサーを含む、内容（パンチライン）を重視したラップを持ち味とする。
2012年12月のTHE 罵倒 GRAND CHAMPIONSHIPの決勝戦、輪入道とのバトルはベストバウトとの声も高い。
崇勲、NAIKA MCと共にパンチラインフェチズ名義でも活動歴がある。
- 2010年9月、戦慄 MC BATTLE VOL.15 （優勝）
- 2011年12月、UMB 2011 REVENGE （準優勝）
- 2012年6月、THE罵倒 埼玉予選・戦極MC BATTLE 第3章（優勝）
  - 9月、UMB 埼玉予選・戦極MC BATTLE 第4章（優勝）
  - 12月、THE 罵倒 GRAND CHAMPIONSHIP（優勝）
- 2013年1月、戦極MC BATTLE 第五章（ベスト4）
  - 10月、UMB 埼玉予選（優勝）
- 2014年8月、AsONE -RAP TAG MATCH（優勝）
- 2016年1月、テレビ朝日『フリースタイルダンジョン』出演。

※番組内でのキャッチフレーズは「瞬間最高トップオブザヘッド」。
- Rec4
  - 第1戦 【VS サイプレス上野】第1ラウンド○ 第2ラウンド○
  - 第2戦 【VS 漢 a.k.a. GAMI】第1ラウンド○（クリティカルヒット）
  - 第3戦 【VS ACE（隠れモンスター）】第1ラウンド×（クリティカルヒット）

## ディスコグラフィ

### 配信限定シングル
| 発売日         | タイトル                                                                               |
| -------------- | -------------------------------------------------------------------------------------- |
| 2020年4月10日  | Get Down (feat. ELIONE & Zeebra)                                                       |
| 2020年4月12日  | Green Light / MCリトル&TKda黒ぶち                                                      |
| 2020年5月1日   | 時計の針 (feat. CHICO CARLITO)                                                         |
| 2020年8月22日  | NEIGHBORHOOD (REMIX) / YOUNG FREEZ, ELIONE, TK da 黒ぶち, Jazadocument & CHICO CARLITO |
| 2021年7月28日  | たいくつ / あわわ, TKda黒ぶち                                                          |
| 2022年5月16日  | Loyalty as a human like (feat. 宮前優花) / HRSM & TKda黒ぶち                           |
| 2022年7月15日  | FiREE -HRSM OMEN Remix-                                                                |
| 2022年7月27日  | The 1st Encounter / HRSM, TKda黒ぶち                                                   |
| 2022年8月23日  | After The Rain / HRSM, TKda黒ぶち                                                      |
| 2022年10月31日 | Unstable Love / HRSM, TKda黒ぶち                                                       |
| 2022年12月3日  | Count Down / HRSM, TKda黒ぶち                                                          |
| 2023年1月7日   | Untitled / HRSM, TKda黒ぶち                                                            |
| 2023年8月13日  | The 1st Encounter reverse / HRSM, TKda黒ぶち                                           |
| 2023年11月22日 | ソールとSoul (feat. ELIONE & CHICO CARLITO)                                            |
| 2023年11月30日 | 言語学的ラップの世界 / Mummy-D, 晋平太, TKda黒ぶち, しあ & DJ Mitsu The Beats          |

## 出演

### テレビ番組
- フリースタイルダンジョン（テレビ朝日）[15][16] - 3代目モンスター
- フリースタイルティーチャー（テレビ朝日）[17][18]
- こどもディレクター（中京テレビ、2025年1月15日）- VTR出演
- 人間研究所 〜かわいいホモサピ大集合!!〜（中京テレビ、2025年5月14日）- VTR出演

### テレビドラマ
- ラッパーに噛まれたらゾンビになる （2019年7月12日 - 13日、テレビ朝日） - ラッパーゾンビ 役[19]
- レッドアイズ 監視捜査班 - 第8話（2021年3月13日、日本テレビ） - 警察官 役[20][21][22]

### 舞台
- 舞台「パリピ孔明」（2024年5月4日、天王洲 銀河劇場） - 日替わりゲスト[23]